# Codonosiga
Codonosiga — рід водних одноклітинних організмів з родини Codonosigidae класу хоанофлагелят (Choanoflagellatea). Містить 19 видів. Живуть у морях та прісних водоймах.

## Опис
Джгутик один. Навколо нього є комірець. Клітина може приєднуватися до субстрату за допомогою ніжки, а від'єднавшись від ніжки вільно плаває у товші води, використовуючи джгутик.

## Види
- C. allioides
- C. assimilis
- C. botrytis
- C. candelabrum
- C. corymbosa
- C. cymosa
- C. dichotoma
- C. echinata
- C. florea
- C. furcata
- C. grossularia
- C. kentii
- C. longipes
- C. magnifica
- C. pulcherrima
- C. pyriformis
- C. steinii
- C. umbellata
- C. utriculus